# Caccothryptus testudo
Caccothryptus testudo är en skalbaggsart som beskrevs av Champion 1923. Caccothryptus testudo ingår i släktet Caccothryptus och familjen lerstrandbaggar. Inga underarter finns listade i Catalogue of Life.